# ISO 3166-2:NO
Detta är en lista över koder i ISO 3166-2-standarden som gäller för Norge. Listan är för alla Norges fylken och innehåller också koderna för Jan Mayen och Svalbard. Svalbard och Jan Mayen grupperas av ISO som en egen enhet med ISO 3166-1-koden SJ.
Det finns inte någon fylke med koden NO-13. Den användes tidigare för Bergen, som blivit inkluderat i Hordaland (NO-12). 
| Kod   | Fylke            |
| ----- | ---------------- |
| NO-01 | Østfold          |
| NO-02 | Akershus         |
| NO-03 | Oslo             |
| NO-04 | Hedmark          |
| NO-05 | Oppland          |
| NO-06 | Buskerud         |
| NO-07 | Vestfold         |
| NO-08 | Telemark         |
| NO-09 | Aust-Agder       |
| NO-10 | Vest-Agder       |
| NO-11 | Rogaland         |
| NO-12 | Hordaland        |
| NO-14 | Sogn og Fjordane |
| NO-15 | Møre og Romsdal  |
| NO-16 | Sør-Trøndelag    |
| NO-17 | Nord-Trøndelag   |
| NO-18 | Nordland         |
| NO-19 | Troms            |
| NO-20 | Finnmark         |
| NO-21 | Svalbard         |
| NO-22 | Jan Mayen        |